# Gabriel Vochin
Gabriel Vochin (Bukarest, 1973. december 26. –) román válogatott labdarúgó.

## Mérkőzései a román válogatottban
| #  | Dátum                | Ellenfél                | Eredmény | Kiírás              | Esemény |
| -- | -------------------- | ----------------------- | -------- | ------------------- | ------- |
| 1. | 1996. szeptember 18. | Egyesült Arab Emírségek | 1 – 2    | barátságos mérkőzés | 70'     |

## Sikerei, díjai
- FC Progresul București:
  - Román labdarúgó-bajnokság ezüstérmes: 1996-97